# Eois cymatodes
Eois cymatodes är en fjärilsart som beskrevs av Edward Meyrick 1886. Eois cymatodes ingår i släktet Eois och familjen mätare. Inga underarter finns listade i Catalogue of Life.